# Okolnosti vylučující protiprávnost
Okolnosti vylučující protiprávnost označují v trestním právu specifické charakteristiky skutku které, pokud v konkrétním případě nastanou, způsobují, že čin, jinak vykazující znaky trestného činu, trestným činem být nemůže, protože:
- takový čin není nebezpečný pro společnost,
- není protiprávní.

## Konkrétní okolnosti
Podle českého trestního práva okolnostmi vylučujícími protiprávnost jsou:
- nutná obrana[1]
- krajní nouze[2]
- svolení poškozeného[3]
- přípustné riziko[4]
- oprávněné použití zbraně[5]
- výkon práv a plnění povinností (okolnost v zákoně neuvedená)[6]
- použití agenta[7]